# Корчинська сільська рада (Радехівський район)
| Корчинська сільська рада — колишній орган місцевого самоврядування у Радехівському районі Львівської області з адміністративним центром у с. Корчин. Історична дата утворення: в 1939 році. Водоймища на території, підпорядкованій даній раді: річка Білий Стік. Сільській раді були підпорядковані населені пункти: - с. Корчин - с. Волиця - с. Гоголів - с. Радванці |

## Склад ради
Рада складалася з 18 депутатів та голови.

### Керівний склад ради
| ПІБ                      | Основні відомості                                                 | Дата обрання | Дата звільнення |
| ------------------------ | ----------------------------------------------------------------- | ------------ | --------------- |
| Чунис Ярослав Васильович | Сільський голова, 1953 року народження, освіта, безпартійний      | 26.03.2006   | 31.10.2010      |
| Чунис Ярослав Васильович | Сільський голова, 1953 року народження, освіта вища, безпартійний | 31.10.2010   |                 |

Примітка: таблиця складена за даними джерела